# My Mistakes Were Made for You
My Mistakes Were Made for You is een nummer van de Britse supergroep The Last Shadow Puppets uit 2008. Het is de derde en laatste single van hun debuutalbum The Age of the Understatement.
Het nummer, met lastig te ontcijferen woordspelingen, werd geïnspireerd door "The Old Man's Back Again" van Scott Walker. "My Mistakes Were Made for You" gaat over een meisje wier "onschuld en arrogantie verweven zijn", waardoor ze een relatie krijgt met de liedverteller. Hoewel gelauwerd, kende de plaat in de Britse hitlijsten met een 81e positie weinig succes. In Nederland deed het ook weinig met een 75e positie in de Single Top 100, terwijl het in Vlaanderen wel een klein succesje werd met een 10e positie in de tipparade.

## Tracklijst
- Cd-single

1. "My Mistakes Were Made for You" - 3:04
2. "Paris Summer" (ft. Alison Mosshart) (live from The Olympia, Paris) - 3:38
3. "My Little Red Book" (live from New Theatre, Oxford) - 2:42

- 7"

1. "My Mistakes Were Made for You" - 3:04
2. "Paris Summer" (ft. Alison Mosshart) (live from The Olympia, Paris) - 3:38